# Schaalsee
Schaalsee er en 24 km² stor sø i det nordlige Tyskland, beliggende på grænsen mellem delstaterne Slesvig-Holsten og Mecklenburg-Vorpommern. I nord-sydlig retning er den 13,8 kilometer lang og er 72,0 meter den dybeste sø i Nordtyskland. Søen ligger 34,8 moh. Under Tysklands deling gik den indre tyske grænse gennem Schaalsee.
De nordøstlige dele af søen kaldes Bernstorfer Binnensee og Niendorfer Binnensee.

## To udløb
Schaalsee er mod nordvest via Phulsee, Pipersee, Salemer See og via den fra 1923 til 1925 anlagte Schaalseekanal forbundet med Großen Küchensee, der er en del af Ratzeburger See. Ved kanalens ende er der et lille vandkraftværk der udnytter niveauforskellen til Ratzeburger See.
Byen Zarrentin am Schaalsee ved sydbredden er den største by ved søen. Her er Schaale det oprindelige, naturlige udløb fra Schaalsee. Schaale løber videre mod syd og ind i Sude, der efter få kilometer løber ud i Elben.

## Øer
Der er flere øer i Schaalsee hvor Kampenwerder og Stintenburginsel er de største, men der er også andre, ubeboede øer, f.eks. Rethwiese.

## Naturbeskyttelse
Søen er en del af Naturpark Lauenburgische Seen. For at beskytte søens miljø oprettede Unesco år 2000 et biosfærereservat, Schaalsee biosfærereservat.

## Eksterne kilder og henvisninger
1. 1 2 3 4 5 6  , Dokumentation von Zustand und Entwicklung der wichtigsten Seen Deutschlands, 1. del: Schleswig-Holstein Arkiveret 19. juli 2011 hos  Wayback Machine ( PDF) (tysk)
2. ↑  Lexikon Mecklenburg-Vorpommern, 1. oplag, 2007, ISBN 978-3-356-01092-3
3. ↑  
"Schaalsee Biosphere Reserve, Germany". unesco.org. UNESCO. 2000. Arkiveret fra originalen 6. marts 2023. Hentet 18. april 2023.

- Wikimedia Commons har flere filer relateret til Schaalsee
- Kort over Schaalsee Arkiveret 7. april 2012 hos  Wayback Machine

53°35′N 10°54′Ø / 53.583°N 10.900°Ø